# PGC 1545556
LEDA/PGC 1545556 ist eine leuchtschwache Galaxie im Sternbild Krebs auf der Ekliptik. Sie ist schätzungsweise 384 Millionen Lichtjahre von der Milchstraße entfernt und hat einen Durchmesser von etwa 110.000 Lichtjahren. Vom Sonnensystem aus entfernt sich das Objekt mit einer errechneten Radialgeschwindigkeit von näherungsweise 8.700 Kilometern pro Sekunde.
Im selben Himmelsareal befinden sich unter anderem die Galaxien IC 2454, PGC 26166, PGC 1541520, PGC 1549588.